# 馬修
馬修（Matthew）是一個英語人名。因是基督宗教的聖人聖瑪竇（馬太）宗徒的名字而在英語圈得到廣泛使用。這個名字在愛爾蘭有時會被愛爾蘭化為「Maitiú」。

## 詞源
這一名字起初源自希伯來語詞「 מַתִּתְיָהוּ‬」（Matityahu），意為「來自雅威（耶和華）的禮物」。「 מַתִּתְיָהוּ‬」先是經希臘化為（Mattathias），後來先又逐步簡化為（Matthaios）。後來又被拉丁化為Matthaeus，最後演化成英語人名「Matthew」。
另外，愛爾蘭語名稱「Mathúin」（意為「熊」）經盎格魯化後也可以寫作「Matthew」。

## 受歡迎程度
在愛爾蘭，馬修這個名字在近二十年一直是得到最多人使用的30個男性人名之一。在英國，它是最常用的十個男性名字之一。在澳大利亞、加拿大，以及美國等地，馬修一名雖不及英國與愛爾蘭常見，但也是相對常用的男性人名。

### 馬蒂厄（英语：Matthieu）
法語中的同源名字。

### 馬泰奥（英语：Matteo）
意大利語中同源的名字，名人有：
- 利瑪竇
- 马泰奥·伦齐